# 國務-陸軍-海軍三省協調委員會
國務-陸軍-海軍三省協調委員會（英語：The State-War-Navy Coordinating Committee，縮寫SWNCC）是美國聯邦政府在1944年12月面對將要到來的第二次世界大戰的終結，關於軸心國佔領統治的政治軍事課題，所設立的委員會。

## SWNCC的源起
在第二次世界大戰期間，跨部門之間的協調很大程度是非正式的、且是由羅斯福總統所調停。但在體認到更深程度的整合的需要後，國務卿、戰爭部長、海軍部長開始每週召開會議以處理共享的問題。然而，這個所謂的「三方委員會」並沒有任何的任命令或權限，而這個弱點在戰爭步向終結，以及關於佔領計畫的細節逐漸佔據各式各樣的部門的工作時，變得明顯。
當小愛德華·斯特蒂紐斯成為國務卿後，他馬上寄了一封信給戰爭部長亨利·路易斯·史汀生及海軍部長詹姆斯·福萊斯特，提議他們可以創建一個共同管理的事務局，以計畫佔領事宜、達到美國外交政策的完全整合。這個事務局由羅斯福總統的重臣約翰·J·麥克洛伊所領導。